# FN-Kégresse

Армейский грузовик Minerva CM-3 образца 1928 года. На базе автомобилей Minerva был создан FN-Kégresse

FN-Kégresse T3, известный также просто как FN-Kégresse — бельгийский полугусеничный седельный артиллерийский тягач и танковый транспортёр межвоенного периода. Серийно производился с 1934 по 1940 год и состоял на вооружении армии Бельгии; впоследствии трофейные машины активно применялись нацистской Германией.

## История создания и производства
Полугусеничный автомобиль FN-Kégresse был создан бельгийской фирмой FN в 1934 году на базе шасси грузовика Minerva с использованием гусеничных тележек типа «Кегресс-Хинстин», производившихся по лицензии французской компании Citroën. Серийное производство машины началось в 1934 году и продолжалось вплоть до 1940 года, вероятно — до оккупации страны нацистской Германией; всего за это время было построено 130 машин, состоявших на вооружении армии Бельгии и впоследствии захваченных нацистской Германией, которая активно применяла их, подобно другим трофейным автомобилям, в ходе Второй мировой войны.

## Описание конструкции
FN-Kegresse представлял собой полугусеничный седельный артиллерийский тягач и танковый транспортёр на укороченной базе армейского грузового автомобиля Minerva CM-3 образца 1928 года, имевший переднемоторную, заднеприводную капотную компоновку. Кабина машины имела крышу и была оснащена лёгкими брезентовыми дверьми, убиравшимися в хорошую погоду; экипаж составлял 2 человека. Седельно-сцепное устройство машины было предназначено для буксировки тяжёлых артиллерийских орудий и специальных восьмиколёсных трейлеров для транспортирования танков. В целом машина имела значительное конструктивное и внешнее сходство с французскими полугусеничными артиллерийскими тягачами Citroën и Somua того же периода, взятыми за основу при её разработке.

### Двигатель и трансмиссия
Первоначально на машине использовался стандартный шестицилиндровый Бензиновый двигатель Minerva 36 объёмом 4,0 л и мощностью 55 л. с.; впоследствии тягач стал оснащаться восьмицилиндровым двигателем FN63T мощностью 60 л. с. Охлаждение двигателя — жидкостное.
Трансмиссия — механическая, с четырёхступенчатой коробкой переключения передач.
Максимальная скорость машины составляла 45 км/ч, запас хода — 400 км.

### Ходовая часть
Ходовая часть FN-Kégresse — полугусеничная, состоявшая из переднего управляемого автомобильного моста и заднего гусеничного движителя.
Подвеска переднего моста — на полуэллиптических листовых рессорах. Колёса — большого диаметра, аналогичные применявшимся на полугусеничных автомобилях Citroën-Kégresse. Шины имели протектор с развитыми направленными грунтозацепами «ёлочкой», предназначенный для езды по бездорожью (французские аналоги оснащались шинами с дорожным рисунком, со слабо выраженными грунтозацепами).
Гусеничный движитель — производившийся по лицензии фирмы Citroën улучшенный системы Кегресса, применительно к одному борту состоявший из переднего ведущего колеса гребневого зацепления и заднего направляющего колеса большого диаметра, а также четырёх опорных катков, сблокированных попарно и балансирно подвешенных вместе с одним поддерживающим катком на общей тележке. Гусеничные ленты — резинометаллические.
В носовой части располагался характерный для французских полугусеничных машин (конструктивные особенности которых были унаследованы и FN-Kégresse) полый металлический каток-барабан, помогавший бронеавтомобилю при преодолевании высоких препятствий.

### Сноски
1. 1 2 3  Согласно визуальным показателям фотографий машины.